# Kocksgatan

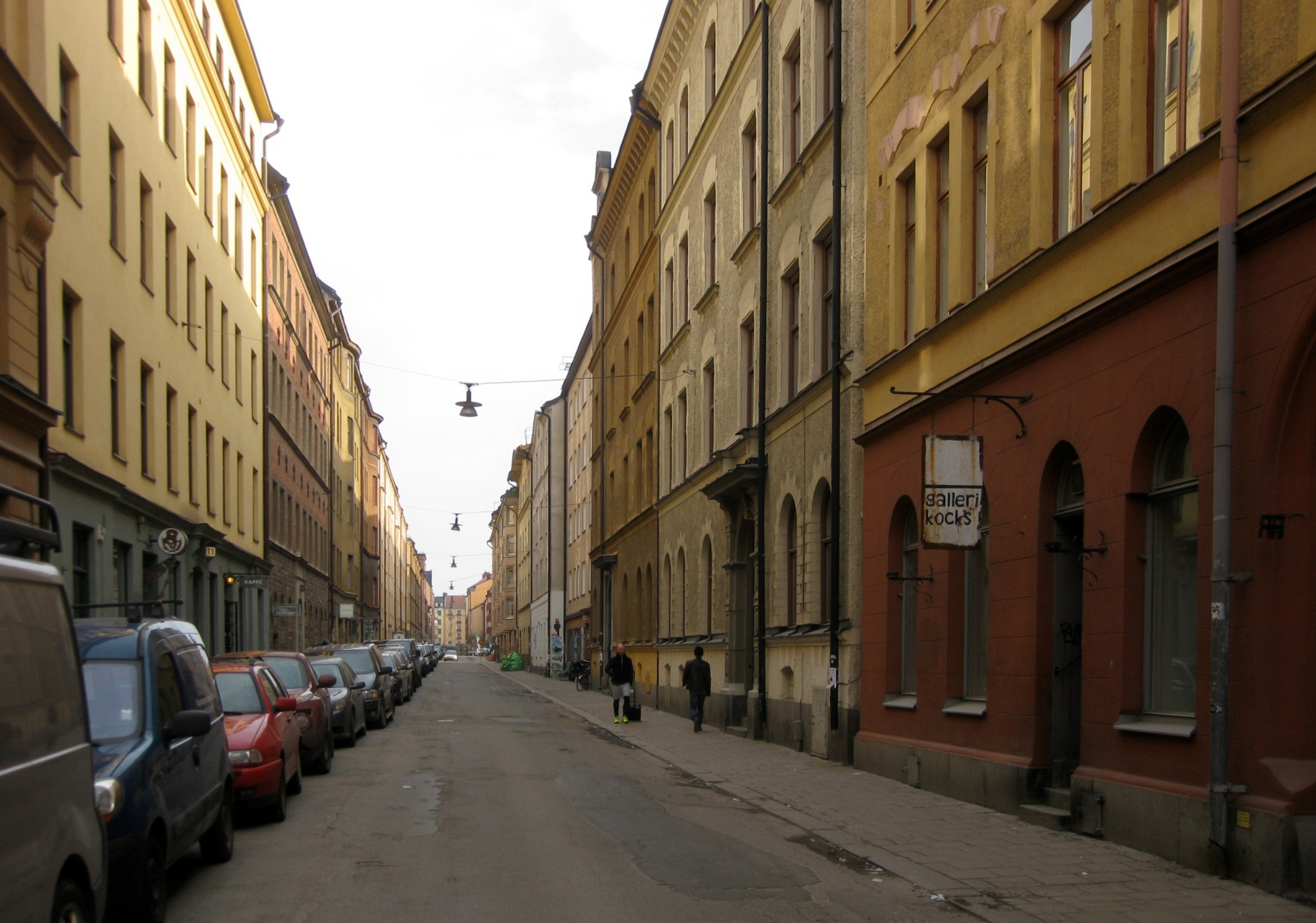
Kocksgatan, bilden är tagen mot öster vid korsningen till Östgötagatan. Foto 2014.

Kocksgatan är en gata på Södermalm i Stockholm som sträcker sig från Götgatan i väster till Borgmästargatan i öster. Gatan är uppkallad efter borgaren Ragvald Kock som även har gett namn åt Ragvaldsgatan vid Maria Magdalena kyrka. Under 1600-talet kallades gatan ”Ragvald Kocks gata”, men redan i början av 1700-talet hade det kortare namnet slagit igenom.
Kocksgatan tillhör de områden på Stockholms malmar som fick sin nuvarande utformning under 1800-talets sista hälft då stenstaden växte fram. Den långa smala gatan tillhörde Södermalms arbetarkvarter och bebyggdes till stor del med så kallade hyreskaserner.